# Fingerboard

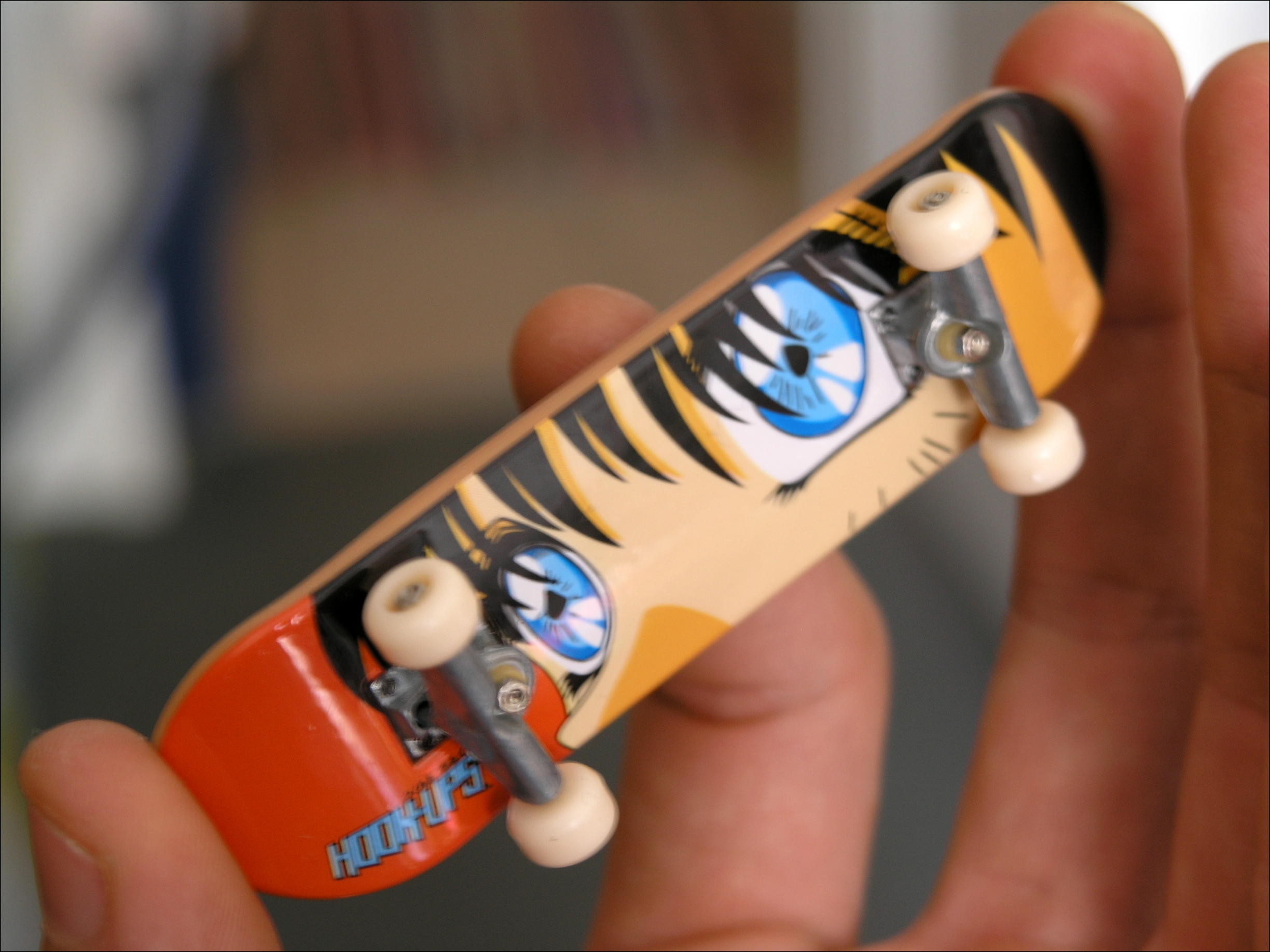
Fingerboard

A fingerboard (ujjdeszka) egy kis méretű gördeszka, a trükköket és mozdulatokat az ujjakkal lehet elvégezni. Kidolgozottsága ugyanolyan, mint egy hagyományos gördeszkáé.

## Lap
Régen csak TekDekket használtak, ami műanyagból készül, de még mindig próbálja tartani a lépést. A falemezeket beragasztózzák, és egy lapra rakják. Ott megszárad, a széleit lecsiszolják és grafikát nyomnak rá, így kerülnek a boltba, de lehet kapni natúr színű fa változatot is.
Főbb gyártók: Flatface, Berlinwood, Ironsword.tk,+Blackriver+, Tech Deck

### A deszka felépítése
A deszka testére van két helyen 4-4 csavarral van ráfogva a felfüggesztés. Ebből kiáll kétoldalt egy fémrúd, aminek a vége menetes. Ezen van a kerék, amit egy anya tart a helyén, és a csavar alatt található az úgynevezett „pogácsa”.

### Egy deszka tartozékai
- kerék
- lap
- anyák
- tapadókorongok, agy matricák
- riptape

### Kiegészítők
Különböző kiegészítőket lehet vásárolni a deszkához.
Néhány ilyen egy skateparkhoz:
- Félcső, negyedcső, háromnegyed cső
- Ugratók, kidobók
- Korlát
- Padok, asztalok
- Lépcső, szintek
- Tűzoltócsapok, falak